# Lei Tarifária de 1930
A Lei Tarifária de 1930 (codificada em 19 USC cap. 4), comumente conhecida como Tarifa Smoot – Hawley ou Tarifa Hawley – Smoot, foi uma lei que implementava políticas comerciais protecionistas nos Estados Unidos. Patrocinado pelo senador Reed Smoot e representante Willis C. Hawley, foi assinada pelo presidente Herbert Hoover em 17 de junho de 1930. O ato elevou as tarifas dos EUA sobre mais de 20 000 bens importados.
As tarifas ao abrigo da lei, excluindo as importações com isenção de impostos (ver níveis tarifários abaixo), foram as segundas mais altas da história dos Estados Unidos, superadas apenas pela tarifa de 1828. A lei e as tarifas impostas pelos parceiros comerciais dos EUA em retaliação foram os principais fatores da redução das exportações e importações americanas em 67% durante a Depressão.
Economistas e historiadores econômicos têm uma visão consensual de que a passagem da tarifa Smoot-Hawley exacerbou a Grande Depressão.

## Patrocinadores e histórico legislativo
Em 1922, o Congresso aprovou a Lei Tarifária Fordney-McCumber, que aumentou as tarifas sobre as importações.
A Conferência Mundial Econômica da Liga das Nações se reuniu em Genebra em 1927, concluindo no seu relatório final: 'chegou a hora de colocar um fim a tarifas, e para se mover na direção oposta.' Grandes dívidas e reparações só podiam ser pagas através de ouro, serviços ou bens, mas os únicos itens disponíveis nessa escala eram bens. No entanto, muitos governos dos delegados fizeram o contrário; em 1928, a França foi a primeira a aprovar uma nova lei tarifária e sistema de cotas.
No final da década de 1920, a economia dos EUA havia obtido ganhos excepcionais de produtividade devido à eletrificação, que era um fator crítico na produção em massa. Além disso, cavalos e mulas foram substituídos por automóveis, caminhões e tratores. De um sexto a um quarto das terras cultivadas, dedicadas à alimentação de cavalos e mulas, foi liberado, contribuindo para um excedente em produtos agrícolas. Embora os salários nominais e reais tivessem aumentado, eles não acompanharam os ganhos de produtividade. Como resultado, a capacidade de produzir excedeu a demanda do mercado, uma condição que foi chamada de superprodução e subconsumo.
O senador Smoot argumentou que o aumento da tarifa sobre as importações aliviaria o problema da superprodução, mas os Estados Unidos estavam realmente com um superávit na conta comercial e, embora as importações de bens manufaturados estivessem subindo, as exportações manufaturadas subiam ainda mais rapidamente. As exportações de alimentos estavam caindo e apresentavam déficit nas contas comerciais, mas o valor das importações de alimentos representava pouco mais da metade do valor das importações manufaturadas.

Quando a economia global entrou nos primeiros estágios da Grande Depressão, no final de 1929, surgiu o principal objetivo dos EUA para proteger seus empregos e agricultores da concorrência estrangeira. Smoot defendeu outro aumento tarifário nos Estados Unidos em 1929, que se tornou o projeto de lei Smoot-Hawley. Em suas memórias, Smoot deixou bem claro:
O mundo está pagando por sua implacável destruição de vida e propriedade na Guerra Mundial e por seu fracasso em ajustar o poder de compra à capacidade produtiva durante a revolução industrial da década seguinte à guerra.
Smoot era republicano de Utah e presidente do Comitê de Finanças do Senado. Willis C. Hawley, republicano do Oregon, era presidente do Comitê de Formas e Meios da Câmara.
Durante a eleição presidencial de 1928, uma das promessas de Herbert Hoover era ajudar os agricultores sitiados, aumentando as tarifas dos produtos agrícolas. Hoover venceu e os republicanos mantiveram maiorias confortáveis na Câmara e no Senado durante 1928. Hoover então pediu ao Congresso um aumento das tarifas para produtos agrícolas e uma diminuição nas tarifas para produtos industriais.
A Câmara aprovou uma versão do ato em maio de 1929, aumentando as tarifas sobre produtos agrícolas e industriais. O projeto de lei da Câmara aprovou uma votação de 264 a 147, com 244 republicanos e 20 democratas votando a favor do projeto. O Senado debateu seu projeto até março de 1930, com muitos membros trocando votos com base nas indústrias de seus estados. O projeto do Senado aprovou uma votação de 44 a 42, com 39 republicanos e 5 democratas votando a favor do projeto. O comitê da conferência unificou as duas versões, em grande parte elevando as tarifas para os níveis mais altos passados pela Câmara. A Câmara aprovou a lei da conferência com uma votação de 222 a 153, com o apoio de 208 republicanos e 14 democratas.

## Oponentes
Em maio de 1930, 1.028 economistas nos Estados Unidos assinaram uma petição pedindo ao presidente Hoover para vetar a legislação, organizada por Paul Douglas, Irving Fisher, James TFG Wood, Frank Graham, Ernest Patterson, Henry Seager, Frank Taussig e Clair Wilcox. O executivo automobilístico Henry Ford também passou uma noite na Casa Branca tentando convencer Hoover a vetar a lei, chamando-a de "uma estupidez econômica", enquanto o diretor-presidente do JP Morgan, Thomas W. Lamont disse que "quase caiu de joelhos para implorar a Herbert Hoover que vetasse a tarifa asinina de Hawley-Smoot".
Enquanto Hoover se juntou aos economistas na oposição ao projeto, chamando-o de "cruel, extorsivo e desagradável" porque ele achava que isso prejudicaria o compromisso que ele havia prometido à cooperação internacional, mas acabou assinando o projeto depois que cedeu à influência de seu próprio partido, seu gabinete (que havia ameaçado renunciar) e líderes empresariais.
Os temores de Hoover foram bem fundamentados, pois o Canadá e outros países aumentaram suas próprias tarifas em retaliação depois que a lei se tornou lei.
Franklin D. Roosevelt falou contra o ato durante sua campanha pelo Presidente em 1932.

## Retaliação
Ameaças de retaliação por outros países começaram muito antes da promulgação da lei em junho de 1930. Quando a Câmara dos Deputados aprovou a lei em maio de 1929, estouraram boicotes e governos estrangeiros passaram a aumentar as taxas contra os produtos americanos, embora as taxas pudessem ser aumentadas. ou diminuído pelo Senado ou pelo comitê da conferência. Em setembro de 1929, o governo de Hoover recebeu notas de protesto de 23 parceiros comerciais, mas as ameaças de ações retaliatórias foram ignoradas.
Em maio de 1930, o Canadá, o parceiro comercial mais leal do país, retaliou impondo novas tarifas sobre 16 produtos que representavam ao todo cerca de 30% das exportações dos EUA para o Canadá. tarde, o Canadá também estabeleceu laços econômicos mais estreitos com o Império Britânico por meio da Conferência Econômica do Império Britânico de 1932, enquanto a França e a Grã-Bretanha protestaram e desenvolveram novos parceiros comerciais, e a Alemanha desenvolveu um sistema de comércio via compensação.
A depressão piorou para os trabalhadores e agricultores, apesar das promessas de prosperidade de Smoot e Hawley, devido às altas tarifas, e ambos perderam seus lugares nas eleições de 1932.

## Níveis tarifários
Na série de dois volumes publicada pelo Bureau of the Census dos EUA, "The Historical Statistics of the United States, Colonial Times to 1970, Bicentennial Edition", as tarifas foram representadas de duas formas. O pico tarifário tributável de 1932 foi de 59,1%, perdendo apenas para a taxa de 61,7% de 1830.
No entanto, 63% de todas as importações em 1933 não foram tributadas, o que a taxa tarifária tributável não reflete. A taxa livre e tributável em 1929 era de 13,5%, e atingiu o pico de Smoot-Hawley em 1933 em 19,8%, um terço abaixo da média de 29,7% de "taxa livre e tributável" nos Estados Unidos de 1821 a 1900.
A tarifa média das importações tributáveis aumentou de 40,1% em 1929 para 59,1% em 1932 (+ 19%). No entanto, já havia atingido altos níveis consistentemente entre 1865 e 1913 (de 38% para 52%), e também subiu acentuadamente em 1861 (de 18,61% para 36,2%; + 17,59%), entre 1863 e 1866 (de 32,62% a 48,33%; + 15,71%) e entre 1920 e 1922 (de 16,4% a 38,1%; + 21,7%) sem produzir depressões globais.

## Análises económicas
Os anos de 1920 a 1929 são geralmente descritos, incorrectamente, como anos em que o proteccionismo ganhou terreno na Europa. De facto, de um ponto de vista geral, segundo Paul Bairoch, o período pré-crise na Europa pode ser considerado como tendo sido precedido pela liberalização do comércio. A média ponderada das tarifas sobre os produtos manufacturados manteve-se quase igual à dos anos anteriores à Primeira Guerra Mundial: 24,6% em 1913, em comparação com 24,9% em 1927. Além disso, em 1928 e 1929, as tarifas foram reduzidas em quase todos os países desenvolvidos. Além disso, a Lei Tarifária Smoot-Hawley foi assinada pela Hoover em 17 de junho de 1930, enquanto o colapso de Wall Street ocorreu no Outono de 1929.
Paul Krugman escreve que o proteccionismo não conduz a recessões. Segundo ele, a diminuição das importações (que pode ser obtida através da introdução de direitos aduaneiros) tem um efeito expansivo, ou seja, favorável ao crescimento. Assim, numa guerra comercial, uma vez que as exportações e as importações diminuirão igualmente, para todos, o efeito negativo de uma diminuição das exportações será compensado pelo efeito expansionista de uma diminuição das importações. Por conseguinte, uma guerra comercial não provoca uma recessão. Além disso, salienta que a tarifa Smoot-Hawley não provocou a Grande Depressão. O declínio do comércio entre 1929 e 1933 "foi quase inteiramente uma consequência da Depressão e não uma causa". As barreiras comerciais foram uma resposta à Depressão, em parte como consequência da deflação".
Jacques Sapir explica que a crise tem outras causas para além do proteccionismo. Ele observa que "a produção interna nos principais países industrializados está a diminuir […] mais rapidamente do que o comércio internacional está a contrair-se". Se este declínio (no comércio internacional) tivesse sido a causa da depressão que os países conheceram, teríamos visto o oposto". "Finalmente, a cronologia dos acontecimentos não corresponde à tese dos operadores livres A maior parte da contracção do comércio ocorreu entre janeiro de 1930 e julho de 1932, ou seja, antes da introdução de medidas proteccionistas, mesmo auto-suficientes, em alguns países, com excepção das aplicadas nos Estados Unidos no Verão de 1930, mas com efeitos muito limitados. O Comissário salientou que "a contracção do crédito é uma das principais causas da contracção do comércio". "Na verdade, é a liquidez internacional que está a causar a contracção do comércio. Esta liquidez entrou em colapso em 1930 (-35,7%) e em 1931 (-26,7%). Um estudo do National Bureau of Economic Research salienta a influência predominante da instabilidade monetária (que levou à crise de liquidez internacional e o súbito aumento dos custos de transporte no declínio do comércio durante a década de 1930.
Milton Friedman também acreditava que a tarifa Smoot-Hawley de 1930 não causava a Grande Depressão. Douglas A. Irwin escreve: "a maioria dos economistas, tanto liberais como conservadores, duvidam que o Smoot-Hawley tenha muito a ver com a queda subsequente".
William J. Bernstein escreveu:
Entre 1929 e 1932, o PIB real caiu 17 por cento a nível mundial, e 26 por cento nos Estados Unidos, mas a maioria dos historiadores económicos acredita agora que apenas uma ínfima parte dessa enorme perda do PIB mundial e do PIB dos Estados Unidos pode ser atribuída às guerras tarifárias. […] Na altura da aprovação da Smoot-Hawley, o volume do comércio representava apenas cerca de 9% da produção económica mundial. Se todo o comércio internacional tivesse sido eliminado e não tivesse sido encontrada qualquer utilização interna para mercadorias anteriormente exportadas, o PIB mundial teria diminuído no mesmo montante: 9%. Entre 1930 e 1933, o volume do comércio mundial foi reduzido em um terço a metade. Dependendo da forma como se mede a queda, esta equivale a 3 a 5% do PIB mundial e estas perdas foram parcialmente compensadas por bens internos mais caros. Por conseguinte, os danos causados não poderiam ter excedido 1 ou 2% do PIB mundial, nem sequer perto da queda de 17% verificada durante a Grande Depressão . A conclusão inevitável: "Ao contrário da percepção do público, Smoot-Hawley não causou, ou mesmo aprofundou significativamente, a Grande Depressão" (A Splendid Exchange: How trade shaped the world)".
Peter Temin, explica que uma tarifa é uma política expansionista, como uma desvalorização, porque desvia a procura dos produtores estrangeiros para os nacionais. O Comissário salienta que as exportações representaram 7% do PNB em 1929, diminuíram 1,5% do PNB em 1929 nos dois anos seguintes e que a queda foi compensada pelo aumento da procura interna devido aos direitos aduaneiros. Conclui que, contrariamente ao argumento popular, o efeito contraccionista da tarifa era reduzido (Temin, P. 1989. Lições da Grande Depressão", MIT Press, Cambridge, Mass).
Ian Fletcher afirmou que a tarifa aplicada apenas a um terço do comércio dos EUA: cerca de 1,3% do PIB. A tarifa média dos EUA sobre os bens em questão passou de 40,1% em 1929 para 59,1 em 1932 (+19%). No entanto, foi sistematicamente superior a 38% todos os anos entre 1865 e 1913 (de 38% para 52%). Além disso, também aumentou fortemente em 1861 (de 18,61% para 36,2%; +17,6%), entre 1863 e 1866 (de 32,62% para 48,33%; +15,7%), entre 1920 e 1922 (de 16,4% para 38,1%; +21,7%), sem produzir depressões globais.